# Isabelle de Borchgrave
Isabelle de Borchgrave, född 10 april 1946 i Etterbeek, Bryssel, död 17 oktober 2024 i Ixelles, Bryssel, var en belgisk skulptör, målare och designer känd för sina färgrika verk i papper.
Hon var utbildad vid Kungliga Konstakademien i Bryssel. Efter ett besök på Metropolitan Museum of Art i New York 1994 inspirerades hon till att skapa klädesplagg från olika historiska epoker i naturlig storlek av papper. Hon gjorde fyra stora kollektioner på detta tema. Den första, Papiers á la mode, skildrar modets historia under 300 år från Elizabeth I till Coco Chanel. Mariano Fortuny är inspirerad av 1800-talets Venedig och I Medici av renässansens Florens. Den fjärde kollektionen Ballets Russes är en hyllning till Sergei Diaghilev, Pablo Picasso med flera och återskapar danstruppen Ballets Russes kostymer från det tidiga 1900-talet.
Utställningen Renässansmode i papper med de Borchgraves handmålade renässanskläder i papper inspirerade av familjen Medici från Florens visades 2016–2017 på Livrustkammaren i Stockholm.
Isabelle de Borchgrave var under sin fyrtioåriga karriär även verksam som målare och designer av målade tyger, papper och serviser.